# Konyszowka
Konyszowka (ros. Конышёвка) – osiedle typu miejskiego (od 1968 roku, wcześniej wieś (ros. село, trb. sieło)) w zachodniej Rosji, centrum administracyjne rejonu konyszowskiego oraz osiedla miejskiego Konyszowka (jednocześnie jedyna miejscowość tejże jednostki) w obwodzie kurskim.

## Geografia
Osiedle położone jest nad Płatawką (lewy dopływ Swapy), 63 km na północny zachód od Kurska.
W miejscowości znajduje się stacja kolejowa Konyszowka (linia Nawla – Lgow).
W Konyszowce znajdują się ulice: 50 let Sowietskoj Własti, Wiesiоłaja, Wiesiоłyj, Woinow-intiernacyonalistow, Wostocznaja, Gagarina, Gajdara, Dzierżynskogo, Kołchoznaja, Kolcewaja, Komsomolskaja, Kopyłowa, Kostina, Krasnoarmiejskaja, Krolewieckaja, Lenina, Lesnaja, Ługowaja, Lwa Tołstogo, Lutikowa, Malinowskogo, Matrosowa, Majakowskogo, Mirnaja, Mołodiоżnaja, Oktiabrskaja, Ostrowskogo, Parkowaja, Pierwomajskaja, Pionierskaja, Polewaja, Puszkina, Sadowaja, Sowietskaja, Tatarinowa, Titowa, Czapajewa, Czerniachowskogo i Szkolnaja.
Klimat
Miejscowość, jak i cały rejon, znajduje się w strefie klimatu kontynentalnego z łagodnym ciepłym latem i równomiernie rozłożonymi opadami rocznymi (Dfb w klasyfikacji klimatów Köppena).

## Demografia
W 2020 r. osiedle zamieszkiwały 3423 osoby.